# The Grain That Built a Hemisphere
The Grain That Built a Hemisphere (engl. für „das Getreide, das eine Hemisphäre schuf“) ist ein US-amerikanischer Zeichentrickfilm. Der etwa zehnminütige Film entstand unter der Regie von Bill Justice und Bill Roberts, die jedoch ungenannt blieben, und handelt von Mais.

## Handlung
Der Dokumentarfilm zeigt zunächst die mutmaßlichen Vorgänger des heutigen Maises, die Pflanze Teosinte und das Zitronengras. Anschließend werden Ureinwohner Südamerikas gezeigt, die vor allem als Jäger agieren und erst mit der Zeit herausfinden, das man aus Pflanzenprodukten, insbesondere aus Korn, essbare Speisen herstellen kann. Der Film zeigt die ersten Anbauversuche, mit Opfergaben an den Korngott. Die Mayas sollen riesige Kultstätten für ihren Korngott errichtet haben. Vorgestellt wird eine Maya-Pyramide und die Riten der Mayas, um den Maisanbau zu begünstigen. Es folgen die Azteken und deren Bräuche. Anschließend sieht man, wie sich Mais weiter über die gesamte Welt ausbreitet. Es folgt eine Aufzählung von Produkten, in denen Mais heute noch verwendet wird, wie Maisbrot, Popcorn und Tortillas.
Nach dem Rückblick werden moderne Kultivierungsformen und Züchtungen gezeigt. Es folgen die Nutzungsarten, vor allem die Herstellung von Futter. Auf einem Bauernhof sieht man, wie die Tiere um die Wette laufen, um ihren Mais zu bekommen. Danach wird ein Chemiker gezeigt, der verschiedene Produkte herstellt, wie Bier, Glukose und Zucker. Es folgt ein Ausblick auf zukünftige Verwendungsarten des Maises, zum Beispiel als Treibstoff oder als Baumittel. Der Film endet mit einem Rückblick auf die Entdeckung des Mais. Der Erzähler dankt dem Indianer und stellt die Frage, welche Bedeutung der Mais für zukünftige Generationen hat.

## Hintergrund
Walt Disney ließ den Kurzfilm während des Zweiten Weltkriegs im Auftrag der kanadischen Regierung erstellen. Die Schirmherrschaft übernahm das Office of the Coordinator for Inter-American Affairs. Der Film war als Propagandafilm gedacht und zielte, wie etwa zehn weitere Filme des Disney-Konzerns, auf die Staaten Nord-, Mittel- und Südamerikas, daher auch die Nennung der Azteken und der Mayas. Vorrangig ging es darum, während des Zweiten Weltkriegs ein „Band der Einheit und Solidarität“ zu spannen und Gemeinsamkeiten zu betonen. Auf Grund der zeitlichen Umstände zeigt der Film ebenfalls die mögliche Nutzung als Explosions- und Treibstoff, betont aber auch die wichtige Rolle des Maises bei der Versorgung der Weltbevölkerung.
Die Fütterungsszene wurde dem Kurzfilm Farmyard Symphony (1938) der Reihe Silly Symphonies entnommen. Weiteres Bildmaterial stammt aus Dumbo (1941), Bambi (1942) und dem Propagandafilm The New Spirit (1942). Musikalisch untermalt wird eine Szene mit Richard Wagners Treulich geführt aus der Oper Lohengrin.
Der Kurzfilm erhielt 1943 eine Oscarnominierung als Bester Dokumentarfilm. In den Vereinigten Staaten gilt der Film heute als Public Domain und ist im WWII-Archiv der Website Internet Archive abrufbar. Er wurde dort und in Kanada auch auf der DVD Walt Disney on the Front Lines – The War Years in der Reihe Walt Disney Treasures veröffentlicht.